# 坪根
坪根（つぼね）は、兵庫県相生市に属する漁港。相生湾の西端に位置する。
壷根とも表記する。

## 地理
台風によってもたらされた土砂崩れが起こり、今は土砂崩れ跡付近に人は住んでいない。
坪根古墳群がある。

## 産業
- カキ養殖業
- いかなご漁
- ちりめん漁

## 交通
- 県道568号
- 連絡船（ハリマシッピングサービス）　2013年3月をもって廃止